# الزهراء (الدقهلية)
قرية الزهراء هي إحدى القرى التابعة لمركز بلقاس في محافظة الدقهلية في جمهورية مصر العربية. حسب إحصاءات سنة 2006، بلغ إجمالي السكان في الزهراء 12773 نسمة، منهم 6478 رجل و6295 امرأة.